# Pidonia yamato
Pidonia yamato är en skalbaggsart som beskrevs av Hayashi och Nobuhiko Mizuno 1953. Pidonia yamato ingår i släktet Pidonia och familjen långhorningar. Inga underarter finns listade i Catalogue of Life.